# Haulchin (Frankrijk)
Haulchin (Nederlands: Halcim) is een gemeente in het Franse Noorderdepartement (Frans: département du Nord) (regio Hauts-de-France). De plaats maakt deel uit van het arrondissement Valenciennes. Haulchin telde op 1 januari 2022 2.307 inwoners.

## Geografie
De oppervlakte van Haulchin bedroeg op 1 januari 2022 5,13 vierkante kilometer; de bevolkingsdichtheid was toen 449,7 inwoners per km².

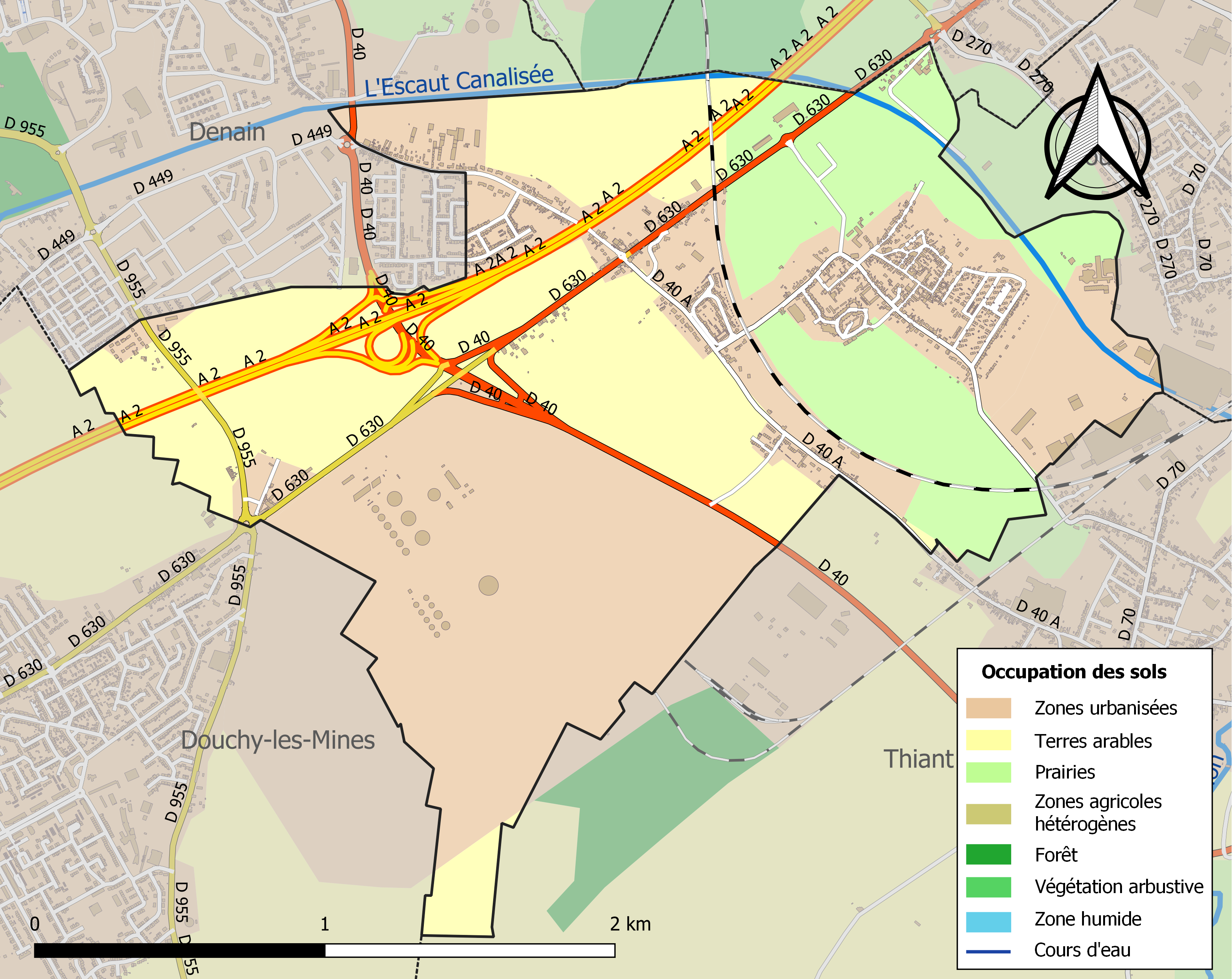
Kaart van de gemeente met belangrijkste infrastructuur, bodemgebruik en omliggende gemeenten

## Demografie
Onderstaande figuur toont het verloop van het inwonertal (bron: INSEE-tellingen).